# Artisanat en Grèce antique

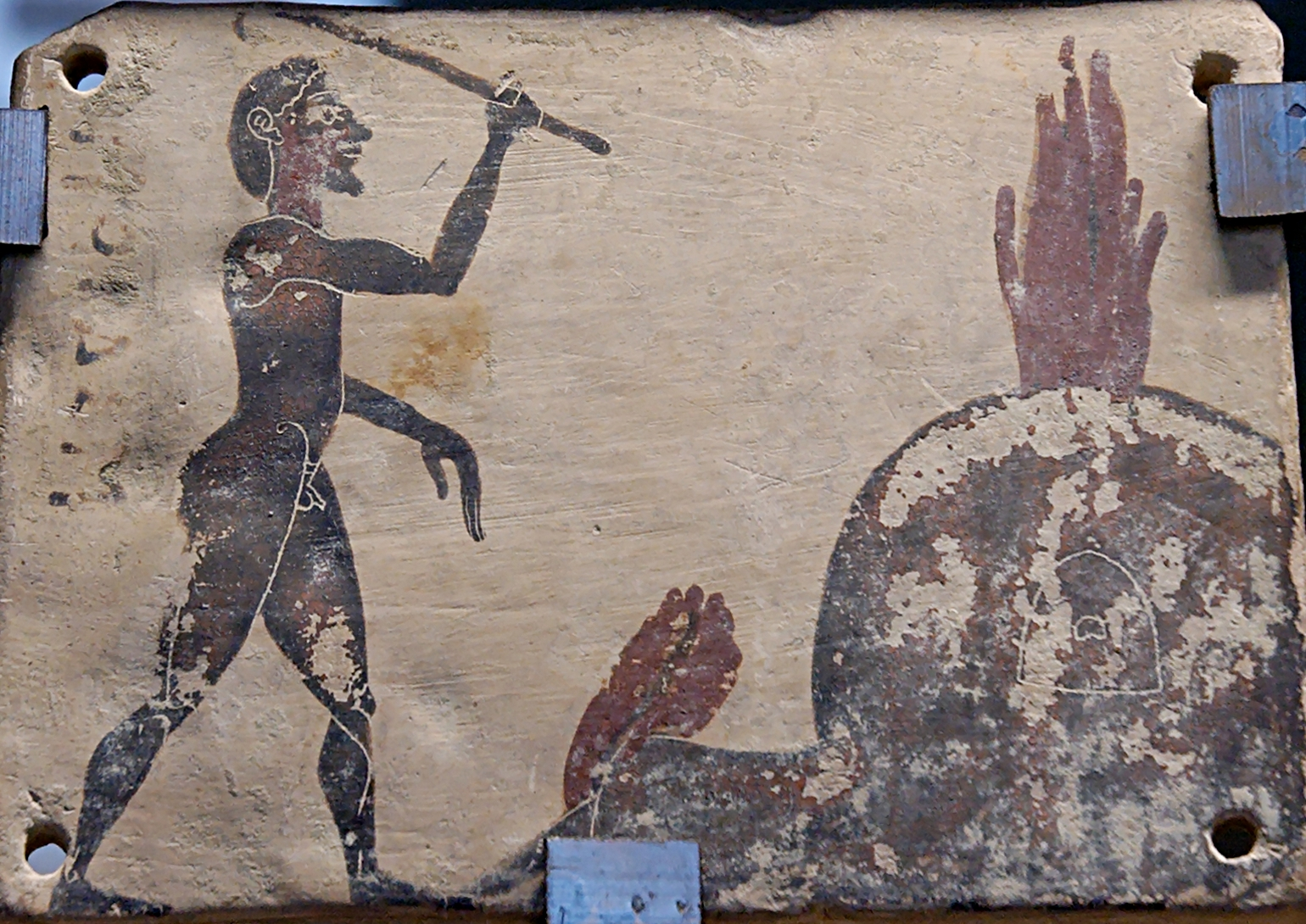
Atelier de potier, plaque corinthienne de 575-550 av. J.-C, musée du Louvre

L'artisanat est en Grèce antique une activité économique importante mais largement dévalorisée, notamment parce qu'elle était censée être indigne d'un homme véritablement libre. Cependant, si les métèques et les esclaves étaient alors sans doute majoritaires parmi les artisans, on trouvait également nombre de citoyens dans les ateliers, notamment à Athènes, dont certains jouèrent un rôle économique et politique important du fait de leur richesse.
Concrètement, l'artisanat correspond en Grèce antique à toutes les activités de transformation manufacturée de matières premières, agricoles ou non, aussi bien dans le cadre de l'oikos, de la chôra ou d'un atelier-boutique urbain (ergasterion) que dans celui d'ateliers de taille plus importante réunissant plusieurs dizaines de travailleurs. La plupart du temps, la division verticale du travail y était réduite, chaque artisan prenant en charge toutes les étapes de production de l'objet créé.

## Statut de l'artisanat, statut de l'artisan

### Une définition délicate

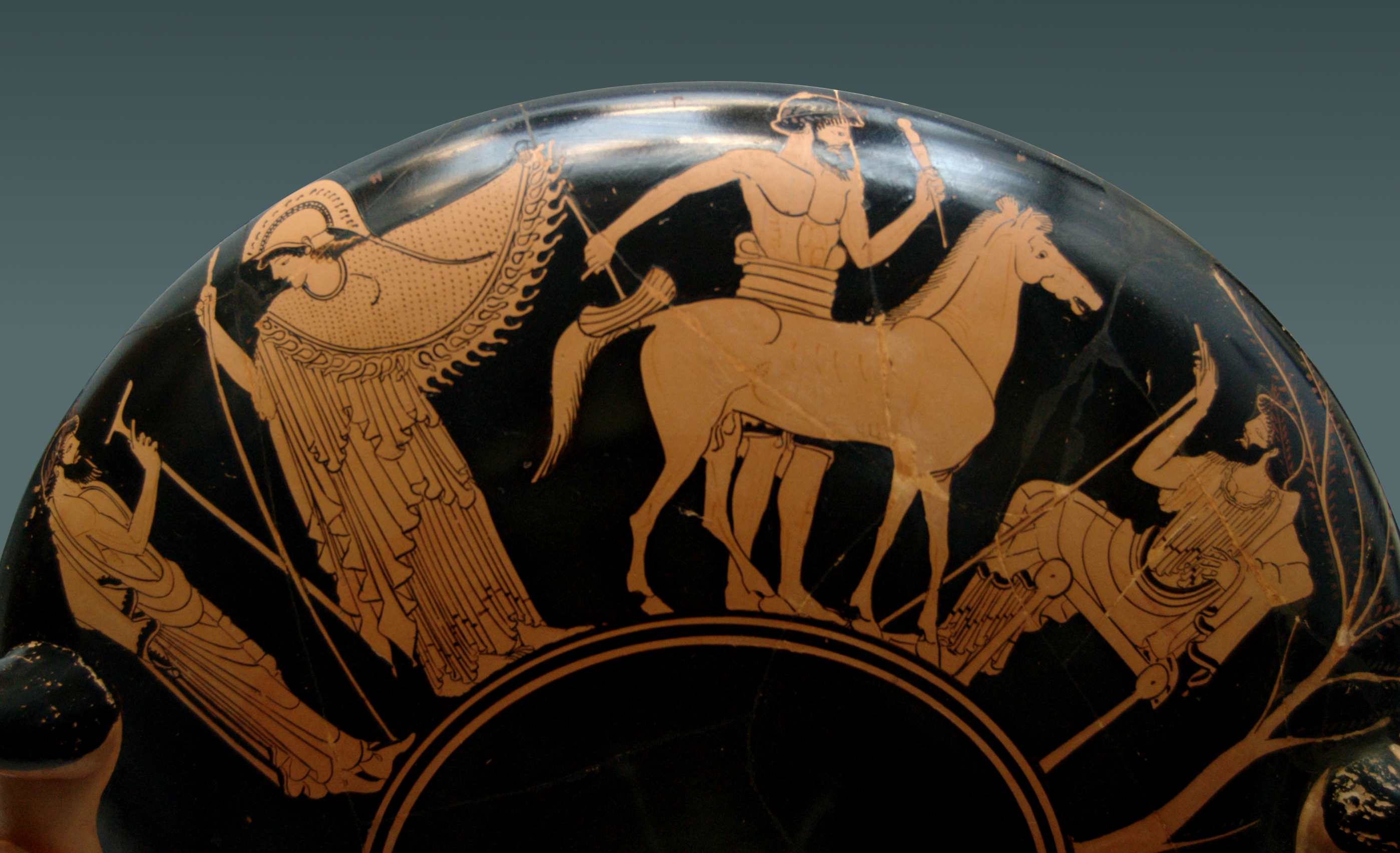
Atelier d'un sculpteur travaillant sur un cheval en marbre, Staatliche Antikensammlungen.

« Artisanat » et « artisan » sont des notions délicates à définir, dans la mesure où elles renvoient à des concepts relativement contemporains dont la définition est inopérante pour la Grèce antique. Les historiens de l'Antiquité s'entendent pour considérer comme artisan un individu disposant d'un savoir-faire particulier et produisant, hors du secteur agricole, des biens matériels destinés à la commercialisation. « L'artisan peut vendre sa propre production, mais il ne se confond pas avec le commerçant : il fabrique une partie ou la totalité du produit qu'il commercialise. »
Dans ce cadre, certains historiens ajoutent un critère sélectif supplémentaire en considérant que l'artisanat se limite à la production de biens matériels finis, ce qui exclurait les activités d'extraction de matière première dans les carrières ou les mines : « la carrière ne nous intéressera donc que si elle est propriété de l'atelier qui fabrique la statue ; si en revanche elle vend ou exporte des blocs, même ébauchés, elle n'entre pas dans notre champ. » Cependant, une telle restriction n'est pas prise en compte par d'autres historiens, Christophe Feyel et Philippe Casier notamment.
Le plus souvent, les Grecs anciens ne distinguaient pas l'artiste de l'artisan. De ce fait, certaines activités considérées comme artistiques à l'époque contemporaine font partie intégrante de l'artisanat en Grèce antique, dans la mesure où elles s'expriment dans la fabrication d'un objet concret : n'en sont exclues que les activités « auxquelles les Anciens ont accordé le statut de production artistique et le patronage d'une Muse » (musique, poésie, etc.).

### Une activité dévalorisée

#### Des désignations diverses pour une réalité variée
Le fait que la langue grecque ne dispose pas d'un terme englobant l'ensemble des réalités auxquelles le concept contemporain d'« artisan » renvoie indique à la fois le manque d'homogénéité de ce monde de l'artisanat et la grande diversité des activités et des statuts de ceux qui en relèvent. Les artisans sont ainsi désignés par des termes variés : si δημιουργός / demiourgós, qui renvoie à l'idée de création, de fabrication d'un objet, reste plutôt neutre et général (il désigne ainsi aussi bien le potier que l'aède ou le devin), le caractère péjoratif du terme βάναυσος / bánausos souligne le mépris des Grecs pour ces travailleurs manuels (par opposition à l'intellectuel) utilisant le feu de leur four (baunos) pour fabriquer des objets de céramique ou de métal : il n'est pas anodin de ce point de vue que « par la suite, le mot ait été associé au travail manuel et à celui des esclaves ». L'utilisation du mot τεχνίτης / tekhnítês fait référence à la maîtrise d'un savoir-faire particulier et dépasse à ce titre largement le strict champ de l'artisanat, puisqu'on désigne ainsi également le comédien ou le soliste virtuose.

#### Une activité jugée indigne d'un homme réellement libre
Les sources à notre disposition soulignent régulièrement la piètre image des artisans dans la société grecque, et ils la justifient, à l'instar de Xénophon : « il est certes bien naturel qu'on tienne [les métiers d'artisans] en grand mépris dans les cités. Ils ruinent le corps des ouvriers qui les exercent et de ceux qui les dirigent en les contraignant à une vie casanière assis dans l'ombre de leur atelier, parfois même à passer toute la journée auprès du feu. Les corps étant ainsi amollis, les âmes aussi deviennent bien plus lâches. »,. On les y juge peu sûrs lorsqu'il s'agit de prendre les armes pour défendre leur cité : « ils passent pour de mauvais amis et de mauvais défenseurs de la patrie ; aussi, dans certaines cités, notamment dans celles qui passent pour guerrières, il est défendu à tout citoyen d'exercer les métiers d'artisans »
L'activité artisanale est par ailleurs jugée contradictoire avec l'idéal d'autarcie qui irrigue les mentalités de l'époque et amène à privilégier l'agriculture à toute autre activité productive. En effet, on considère alors que l'homme libre est celui qui ne dépend, pour sa survie, de personne d'autre que lui-même et sa capacité à exploiter la terre qu'il possède, son oikos. Vivant de son bien, il n'est pas dépendant de la volonté d'un autre, au contraire de l'artisan qui doit lui, pour survivre, disposer de clients prêts à lui acheter ce qu'il produit. Aristote dit que « la condition de l'homme libre est qu'il ne vit pas sous la contrainte d'autrui ». Dans ce schéma, le paysan, libre « par nature », est plus digne du statut de citoyen que l'artisan.
La justesse de cette opinion s'illustre, pour les auteurs anciens, dans l'attitude des artisans lorsqu'ils sont citoyens d'une cité : leurs interventions sont présentées comme désordonnées et égoïstes, ne visant qu'à défendre leur intérêt individuel ou catégoriel : « on voit les artisans presque uniquement occupés de l'idée de faire fortune ; les uns se livrent à l'agriculture, les autres au commerce, d'autres encore exercent deux ou trois métiers à la fois ; et dans les États démocratiques, la plupart courent aux assemblées populaires et répandent le désordre en vendant leurs suffrages ». La légitimité de retirer aux artisans, comme le fait Platon dans la cité idéale des Lois, la qualité de citoyen est d'autant plus grande que leur activité professionnelle les prive de la skholè, du loisir indispensable au citoyen pour se consacrer suffisamment à ses amis et aux affaires de la cité. Platon et Aristote considèrent ainsi clairement que la qualité d’homo politicus, de citoyen, est incompatible avec celle d’homo economicus à laquelle sont attachés l'artisan et le commerçant : c'est pourquoi les deux philosophes plaident « pour l'instauration de deux agoras : une agora économique et une agora libre (politique), espace citoyen ».

#### Une réalité plus nuancée

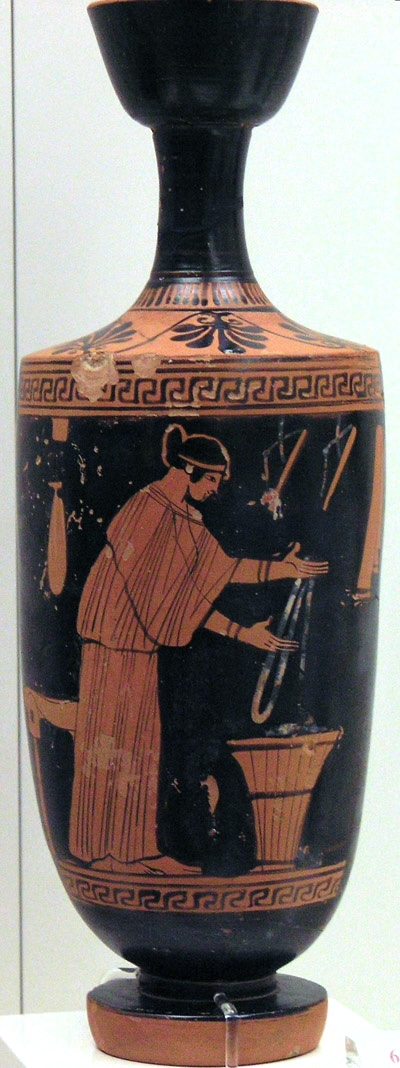
Femme travaillant la laine, v. 480-470 av. J.-C., musée national archéologique d'Athènes

Cependant, la force de cet idéal aristocratique ancien plus ou moins infusé dans l'ensemble de la société n'était pas partout du même ordre : s'il s'imposait pour une grande part dans les cités guerrières ou terriennes comme Sparte ou Thèbes (où la citoyenneté était conditionnée à la possession d'un bien foncier, et où quatre années d'exercice de fonctions artisanales vous condamnait à la perdre) à l'époque classique, les cités plus ouvertes au commerce étaient bien plus libérales dans la reconnaissance de la légitimité de la citoyenneté pour ceux de leurs habitants à pratiquer l'artisanat.
Ainsi, à l'époque classique, ils seraient près de 10 000 (sur un total de 30 000 ou 40 000 citoyens) à Athènes, cité où l'artisanat est, il est vrai, particulièrement développé. Dans les Mémorables de Xénophon (III, 7, 6), cette part non négligeable d'artisans parmi les citoyens athéniens est également soulignée, pour les dénigrer, par Socrate : « N'est-ce pas, en effet, devant des foulons, des cordonniers, des maçons, des chaudronniers, des laboureurs, des marchands, des brocanteurs de place publique, des gens qui cherchent à vendre cher ce qu'ils ont acheté à vil prix, que tu te sens timide ? Car voilà de quoi se compose l'assemblée du peuple. »
De même, la part des citoyens parmi les artisans n'est pas négligeable : d'après les comptes du chantier de l'Érechthéion, on trouve, parmi les travailleurs dont le statut est précisé, 23 % de citoyens, contre 58 % de métèques et 19 % d'esclaves.
Les possibilités, réelles, d'enrichissement par l'activité artisanale peuvent sans doute contribuer à expliquer ce décalage relatif entre le discours et la réalité. Lysias, dans l'un de ses discours contre une proposition visant à retirer la citoyenneté à ceux des citoyens athéniens qui n'étaient pas propriétaires terriens, remarque que parmi les 5000 Athéniens qui seraient ainsi exclus de la citoyenneté il y aurait « une foule d'hoplites, de cavaliers », fonctions militaires assurées par les plus riches des citoyens athéniens : l'artisanat peut assurer la fortune de celui qui le pratique et l'on ne peut donc pas expliquer l'opprobre qui pèse sur l'artisan par sa situation financière comparativement aux autres citoyens, même si la masse des artisans athéniens vivaient relativement chichement de leur activité.
Par ailleurs, les sources littéraires à notre disposition qui évoquent l'artisanat sont dues à des auteurs appartenant tous plus ou moins au même milieu, celui d'une élite intellectuelle, politique et économique relativement conservatrice et hostile aux caractères les plus radicaux de la démocratie antique (Platon, Xénophon, Aristote, etc.). Même si le discours généralisateur et péjoratif diffusé par ces sources à propos de l'artisan était, pour une part au moins, partagé par l'ensemble de la société grecque antique, on doit garder en tête ce caractère partisan et partial des sources dont nous disposons, ce qui n'a pas toujours été le cas de tous les auteurs contemporains : certains, profondément influencés par la vision platonicienne et aristotélicienne de la société athénienne notamment dans son rapport au travail, ont pu avoir tendance à conclure en la matière à une unité des sources littéraires, alors qu'« une lecture diversifiée prouve, au contraire que la documentation littéraire est loin d'être unanime sur cette question ». De ce point de vue, les sources archéologiques, iconographiques et épigraphiques, notamment les comptes des chantiers de construction des grands sanctuaires grecs étudiés par Christophe Feyel, constituent une source alternative susceptible de corriger le biais de la littérature grecque d'époque classique.

### Une activité d'esclave et de métèque
Reste que le cadre idéologique de la cité incite le citoyen à privilégier une fonction économique qui ne le place pas dans une situation de dépendance vis-à-vis d'autrui, ce qui le dissuade, a priori et idéalement, de devenir artisan. Comme le souligne Édouard Will, « la tendance profonde n'est pas à une répartition rationnelle des "forces productives", mais à une division irrationnelle du travail social en fonction de la dignité de statut de l'homme ».
Il est de ce point de vue logique que la part la plus importante des artisans relève de la main d'œuvre servile. Ces esclaves étaient employés par leurs maîtres à des tâches de plus ou moins grandes importances en fonction de leurs compétences, et ils étaient souvent achetés en fonction de leur compétence pour être affectés à une tâche précise : « on achetait donc un esclave comme aujourd'hui on achète une machine ».
Ainsi, si la plupart des esclaves qui exploitaient les mines du Laurion par exemple étaient employés à des tâches peu complexes, il arrivait qu’un esclave soit spécialisé  dans des tâches d'une grande technicité, comme métallurgiste, céramiste ou sculpteur par exemple. Certains pouvaient même diriger un atelier pour le compte de leur maître et disposer ainsi d'une importante liberté dans leur activité. Ces « esclaves vivant à part » (chôris oikountes) pouvaient ainsi constituer un pécule leur permettant de racheter ultérieurement leur liberté, dans la mesure où leur maître se contentait de prélever une rente fixe ou un pourcentage sur leurs bénéfices (système de l’apophora, mis en place à partir du IVe siècle av. J.-C. à Athènes). On sait par exemple que dans la fortune de Timarque évoquée par Eschine se trouvait, établie à part, une ouvrière spécialisée dans la confection de « tissus d'Amorgós » (amorgina) qu'elle vendait elle-même.
Sur un chantier, il semble que la rémunération des esclaves était équivalente à celle des travailleurs libres, une partie de ce salaire étant remis à leur maître. Ainsi, lors de la construction de l'Erechtheion, les artisans libres et serviles étaient payés au même prix, environ une drachme par jour.
Les métèques constituaient l'autre communauté à être largement représentée dans les rangs des artisans : la plupart d'entre eux étaient employés soit dans les ateliers artisanaux, soit dans des activités commerciales. De fait, à Athènes comme dans d'autres cités, seuls les citoyens pouvaient avoir accès à la propriété foncière : dès lors, ils ne pouvaient se tourner que vers des activités non agricoles, comme l'artisanat, le commerce ou la banque. Pour autant, ils n'en étaient pas nécessairement misérables : à Athènes, où les métèques étaient très présents du fait des avantages importants que leur octroyait la cité, nombreux sont parmi eux ceux à avoir fait fortune dans les activités artisanales, comme le Syracusain Képhalos, père de l’orateur Lysias, établi au Pirée et qui comptait 120 esclaves dans ses ateliers de fabrication de boucliers. La constitution de ces fortunes entraîna la mise en place de véritables dynasties d'artisans.

## Les espaces de l'artisanat
Comme le souligne Alain Bresson, la production artisanale se distingue par « son caractère géographiquement très diffus, à la campagne, mais aussi à la ville » : l'espace artisanal, malgré l'existence de certains quartiers spécialisés pour des raisons de nuisances ou d'accès aux matières premières, est intimement mêlé à l'espace urbain ou rural, aux activités commerçantes, et même à l'espace domestique.

### Dans le cadre de l'oikos

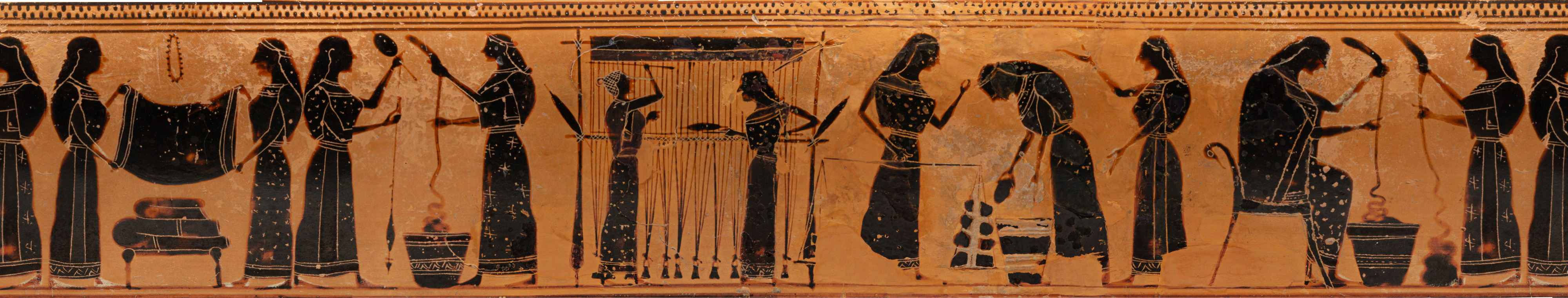
Déroulé d'un lécythe (flacon d'huile), env. 550–530 avant notre ère. Attribué au peintre d'Amasis. Scènes de tissage, filage, préparation de la quenouille, tissage sur un métier à tisser vertical, pliage des draps. The Met

Toujours dans la perspective de l'idéal autarcique qui structure, sinon l'intégralité de l'économie des cités grecques, du moins la représentation que la plupart des Grecs s'en font, l'artisanat, comme l'illustre la figure mythique de Pénélope tissant son voile dans l'attente du retour d'Ulysse, est d'abord, au sens d'originellement, domestique. Il vise à transformer en objets utiles ou négociables les matières premières agricoles produites sur le domaine familial. Au sens strict, l'artisanat, en tant qu'activité de production de biens destinés à la commercialisation ne comprend l'artisanat domestique que dans la mesure où ce dernier vise à la vente des produits fabriqués. Il est cependant souvent difficile de distinguer ce qui dans ce domaine relève de l'autoconsommation et de la satisfaction stricte des besoins internes à l'oikos d'une part, de la commercialisation sur le marché local d'autre part : le plus souvent, il semble que l'objectif est double.
L'une des principales activités artisanales à être prise en charge dans le cadre domestique est la production textile : en effet, le principe relativement simple de l'habillement grec (un drapé de rectangle de laine ou de lin tenu par une agrafe) ne nécessite pas de compétence complexe. La fabrication des vêtements comme les phases préalables de cardage, filage et tissage de la laine ou du lin relèvent des fonctions féminines au sein de l'oikos, les erga gynaïka. Nombreuses sont les représentations, sur les vases grecs, de femmes filant la laine, et on déposait parfois quenouilles, fuseaux et pesons dans les tombes féminines, comme on enterrait les guerriers en compagnie de leurs armes. Les vêtements tissés étaient destinés à vêtir les membres de la maisonnée, mais également à être en partie revendus, afin de disposer du numéraire pour acheter les productions spécialisées que l'on n'était pas en mesure de fabriquer soi-même.
Autre activité essentielle à l'entretien de l'oikos la transformation de la production agricole en produits alimentaires sollicitait quotidiennement la maisonnée. Là encore, il s'agit d'une tâche essentiellement féminine, mais comme elle était plus pénible que le travail textile, les femmes à le pratiquer étaient le plus souvent d'origine servile : dans le théâtre d'Euripide, la figure de la boulangère est caractéristique de l'esclavage féminin. Les grains d'orge étaient grillés et, au fur et à mesure des besoins du fait du caractère peu stable de la farine d'orge, moulus et passés au crible pour donner la farine qui, une fois pétrie, était préparée sous forme de bouillie ou de galettes, avec ou sans cuisson. D'autres activités de transformation des matières premières agricoles produites dans le cadre de l'exploitation, à la frontière entre l'activité agricole et la production artisanale, sont également prises en charge dans le cadre de la « maisonnée », souvent par des esclaves masculins : détritage et pressage des olives, foulage du raisin, trempage et foulage des peaux, fabrication du charbon de bois.
Le paysan grec cherche, dans la mesure du possible, à construire et entretenir lui-même les bâtiments du domaine ; il préfère également se charger de la fabrication de ses outils, du moins ceux en bois : Hésiode, dans Les Travaux et les Jours, indique comment monter son araire (v. 427-436). À l'époque classique, même s'il y a des artisans spécialisés dans la fabrication de l'araire à Athènes, « dans beaucoup de régions grecques, la tradition hésiodique devait se poursuivre » : le recours à l'artisan spécialisé n'est systématique que pour les outils de métal.

### L'artisanat rural
La fabrication d'objets de métal constitue la première explication au développement d'un artisanat spécialisé, extérieur à l'oikos, dans les campagnes grecques. Certains de ces artisans sont itinérants, comme le fabricant de faux venu vendre sur place des faucilles au lieu des armes évoqué par Aristophane dans La Paix (1198-1206), d'autres sédentaires. Ils fournissent aux paysans les objets dont ils ne peuvent prendre en charge eux-mêmes la fabrication : on trouve, dans l'Odyssée (XVIII, 328) comme chez Hésiode des références à la forge du village, où l'on fabrique et surtout on entretient les outils métalliques.
On trouve également à la campagne des ateliers de céramique, destinés à la fois à exploiter les gisements de matière première (Christophe Chandezon a ainsi montré à partir des baux de Mylasa que l'implantation géographique de certaines activités artisanales étaient liées à la localisation de gisements de matières premières : argilières pour la production de brique et de céramique usuelle, roselières pour la vannerie) et/ou à répondre à la demande locale. Le paysan grec a régulièrement besoin de tuiles, de vaisselle ou d'amphores. Il a également besoin qu'un spécialiste lui garantisse une qualité élevée de fabrication pour les pithoi dans lesquels il stocke sa production, dans la mesure où ces grandes jarres semi-enterrées ne doivent pas être poreuses et sont fondamentalement difficilement remplaçables. À un niveau plus élevé, certains ateliers peuvent être « couplés » à une exploitation agricole. Ainsi, à Thasos, les ateliers de fabrication d'amphores sont dispersés dans toute l'île et installés à proximité des grands domaines viticoles, afin de leur fournir les récipients permettant l'exportation de ce cru renommé dans tout le monde grec de l'époque. Les propriétaires de ces ateliers (keramarques), identifiés grâce aux timbres visibles sur l'anse de leurs amphores, étaient d'ailleurs souvent ceux-là mêmes qui possédaient ces grands domaines viticoles voués à l'exportation.
Autre figure de l'artisanat rural, le meunier peut être attaché à un domaine particulier, mais son moulin peut être également voué à un usage collectif et loué à la demande par un propriétaire utilisant une main d'œuvre souvent servile du fait du caractère pénible du travail fourni. À partir du IVe siècle, le charpentier-menuisier de village, fabricant de meuble (lit, table), ou de porte, apparaît même dans nos sources. Il peut être chargé de la construction de l'araire, puisque comme le souligne Platon, « il est vraisemblable que le laboureur ne fera pas lui-même ni son araire, s'il veut qu'elle soit bonne, ni sa bêche, ni les autres outils agricoles »
L'artisanat rural est donc fortement lié à l'activité agricole. Ce lien peut perdurer lorsque, installé en ville, l'artisan alimente son atelier avec la production du domaine qu'il possède dans la chôra, mais le plus souvent, il passe par des intermédiaires pour se fournir en matières premières, et ses liens avec le monde agricole sont lâches.

### L'atelier-boutique urbain (ergasterion)

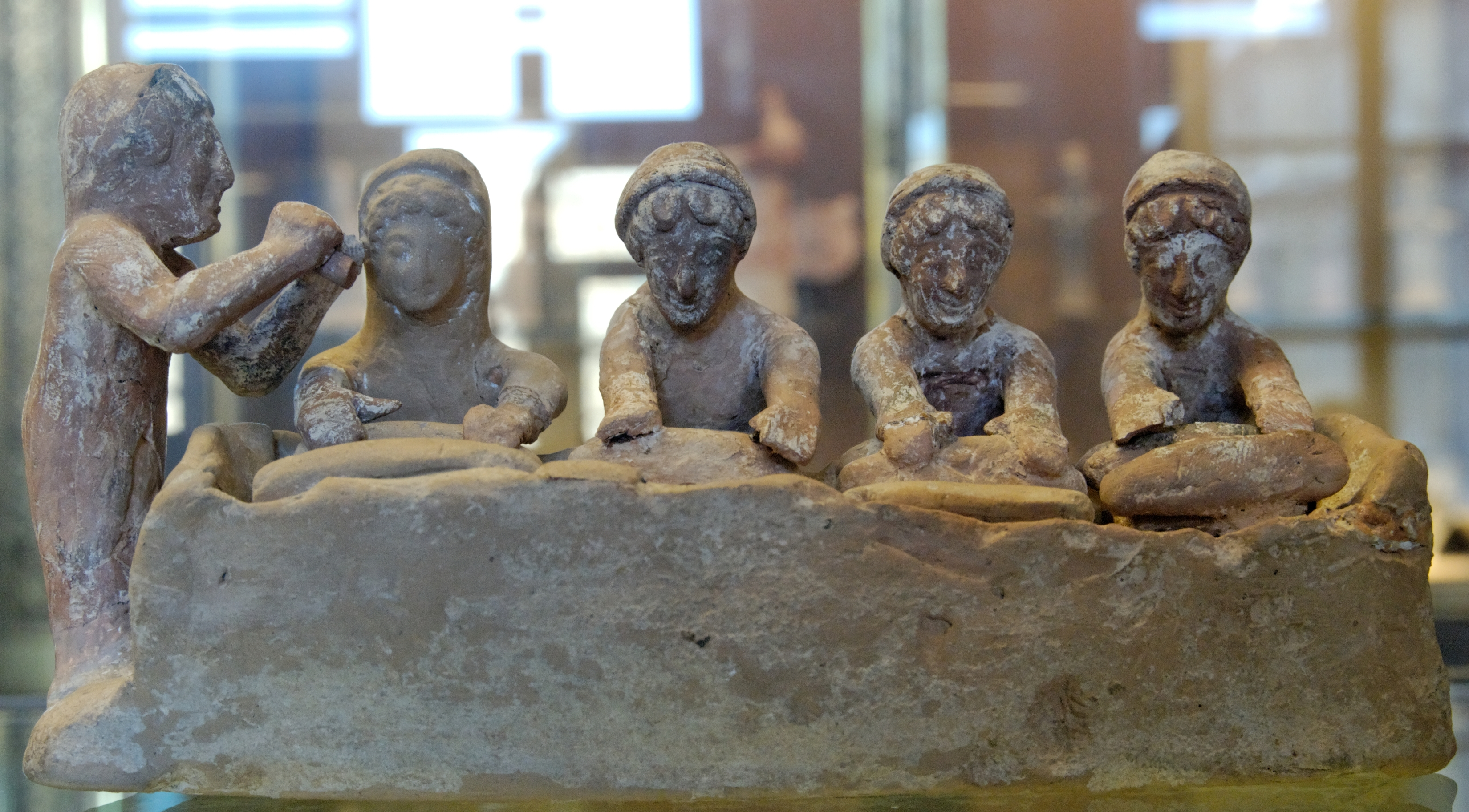
Boulangères au pétrin, une joueuse de flûte donne la cadence, figurine en terre cuite de Thèbes, 525-475 av. J.-C., musée du Louvre

Lorsqu'il est installé en ville, l'artisan travaille dans un ergasterion, terme assez vague signifiant « lieu de travail », un atelier qui lui sert également de boutique : la localisation de l'atelier en zone urbaine se justifie par cette commercialisation directe de la production. De fait, la boutique spécifiquement destinée à la vente est rare, en dehors de l'agora. Cet atelier-boutique est constitué en général d'une ou deux pièces peu éclairées (dont l'une donne sur la rue), dévolues le plus souvent par l'artisan à son activité au sein même de la maison familiale. Il peut également être loué dans un lieu public, agora ou portique. Ce caractère public, ouvert sur l'extérieur, de l'activité artisanale est manifeste dans les représentations de scènes d'ateliers à l'époque archaïque ou encore au Ve siècle av. J.-C. : on y voit un artisan fabriquant sous l'œil de son client l'objet qu'il lui a demandé de fabriquer.
Ces ateliers-boutiques, en tant que biens fonciers, étaient, à Athènes au moins, nécessairement propriété d'un citoyen athénien : tous les métèques à exercer le métier d'artisans devaient par conséquent les louer aux seuls individus autorisés à posséder un bien-fonds : les citoyens.
Les ergasteria, dans la mesure où leur activité était peu polluante, s'éparpillaient généralement dans toute la ville, comme à Délos, mais pouvaient également être regroupés en quartiers « artisanaux », éventuellement spécialisés (rue des Bronziers, quartier du Céramique à Athènes), surtout pour les activités gênantes pour le voisinage (par exemple les fours à potiers à Locres en Grande-Grèce). Ils pouvaient se concentrer aussi bien hors les murs, comme pour les potiers, tailleurs de pierre et artisans spécialisés dans la transformation des produits agricoles à Cherson, qu'au sein de la ville mais dans des zones périphériques, comme le quartier des potiers d'Athènes (le Céramique) ou de Corinthe, ou plus près du centre pour ce qui est du « quartier industriel » d'Athènes, au sud-ouest de l'Agora en direction du Pirée, voire, plus rarement, dans le centre même comme à Héraclée Lucanienne.
Ces choix variés d'implantation sont liés à la volonté de concilier, en s'appuyant sur les spécificités de la géographie locale, accès aux matières premières et proximité de la clientèle, ce second objectif étant prioritaire à leurs yeux sur le premier. En effet, les artisans souhaitent, c'est tout l'objet de leur installation en zone urbaine, se rapprocher le plus possible de la demande en s'installant près des lieux de marché, sans négliger, dans la mesure du possible, la nécessité d'un accès aisé aux matières premières, sur place (tailleurs de pierre, potiers de Corinthe) ou à proximité, par l'intermédiaire d'un port importateur (comme celui du Pirée à Athènes) ou de la chora productrice de matières premières agricoles (par exemple à Cherson).
Leur installation éventuelle en périphérie de la cité ne semble pas devoir être interprétée comme une volonté de ségrégation sociale. Ce refoulement en dehors de la ville ne se justifiaient que par les nuisances éventuelles (odeur, bruit, fumées) liées à ces activités (par exemple, la teinturerie), pollutions que l'on cherchait parfois à amoindrir par l'aménagement de structures spécifiques, par exemple des bassins à eau courante pour les marchés à viande et à poisson de Corinthe et Priène.

## Les échelles de la production artisanale: de la boutique individuelle au «grand atelier»

### Du petit artisan boutiquier au «maître de métier»

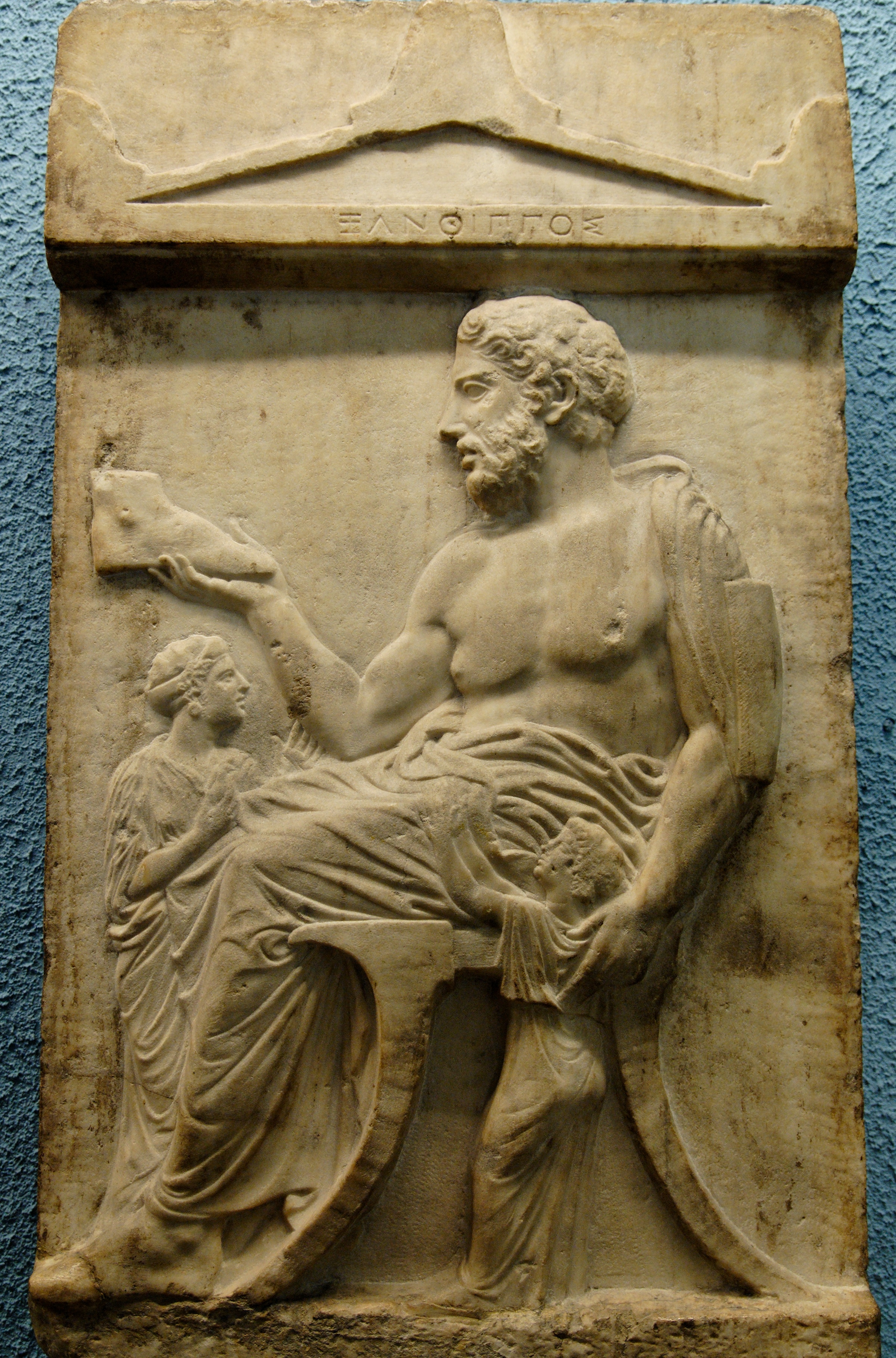
Stèle du cordonnier Xanthippos, vers 430-420 av. J.-C., British Museum

La taille des ateliers était très variable. Les plus nombreux étaient tenus par un artisan fabriquant, seul ou aidé des membres de sa famille, des produits simples et bon marché (« la rémunération étant à l'image de ses propres besoins ») à destination d'une clientèle exclusivement locale. Mal connus, ces artisans qui ne disposaient que rarement d'ouvriers, formaient « la véritable trame artisanale des villes », la masse des banausoi méprisés par les milieux aristocratiques. Ils ne disposaient pas de stock et travaillaient le plus souvent à la demande : cette grande dépendance vis-à-vis du client n'était pas sans accentuer leur piètre image dans une société à l'idéal autarcique. Même quand la tâche était d'une ampleur importante, comme sur les chantiers de construction des grands sanctuaires grecs étudiés notamment par Christophe Feyel, les entreprises artisanales à en être chargé n'étaient que rarement de taille considérable : ainsi, à Délos, sans doute par crainte que le chantier avance trop lentement, le commanditaire des travaux avait rédigé un contrat qui prévoyait des pénalités si l'adjudicataire ne travaillait pas avec au moins quatre ouvriers : « preuve que beaucoup d'entreprises étaient de petites tailles ».
Au-delà de quelques ouvriers, on passait à un tout autre type d'entreprise artisanale, dont la production n'était pas uniquement destinée à une clientèle locale. Dirigé par une sorte de « maître de métier » aux compétences reconnues et aux moyens financiers relativement importants, il pouvait regrouper jusqu'à une trentaine d'ouvriers (souvent d'origine servile) aux tâches différenciées. Les produits issus de ces ateliers étaient souvent raffinés voire luxueux (vêtements, teintures de pourpre, gravure de stèles, céramique peinte, etc.) et pouvaient atteindre des prix élevés en fonction de la réputation du maître, dont l'intégration dans la société était indéniable comme le montre par exemple la stèle funéraire du cordonnier Xanthippos.

### Développement et problèmes des «grands ateliers»
On trouvait également, notamment dans les grandes cités, un troisième type d'entreprise artisanale de taille nettement plus importante, dont le propriétaire n'était pas nécessairement un « homme de l'art », mais qui avait fait le choix d'investir dans la production artisanale et sa commercialisation en s'appuyant sur le recours à la main d'œuvre servile. On en connaît à Athènes dès le Ve siècle av. J.-C., mais ils se développèrent dans le monde grec surtout à l'époque hellénistique : ateliers de tanneurs de Cléon ou de fabrication de lampes d'Hyperbolos, tous deux hommes politiques de premier plan à Athènes à la fin du Ve siècle, fabrique de boucliers du métèque originaire de Syracuse Kephalos, père de l'orateur Lysias, avec ses 120 esclaves, fabrique de couteaux et de lits du père de Démosthène, qui n'étaient pas de « petites affaires », puisqu'avec cinquante ouvriers en tout, elles rapportaient à elles-deux 4200 drachmes par an.
Les effectifs importants de ces ateliers ne doivent pas nous amener à nous les représenter travaillant tous ensemble dans un même lieu, dans une sorte de « manufacture ». Sauf exception, « même pour des activités de série, il n'y avait pas à proprement parler de vastes ateliers, le travail de production ne s'effectuant pas dans des structures de type usine » : ce que l'on connaît de l'artisanat de cette époque, « soit par les traces qu'on laissées des ateliers dans le sol, soit par les représentations que nous en donnent les peintures de vases, prouve que les travailleurs s'y comptaient en général sur les doigts d'une main ». On peut donc en conclure que la centaine d'esclaves armuriers de Képhalos par exemple étaient sans doute dispersés dans plusieurs ateliers différents, dont chaque production était spécifique et vendue séparément.
Ces grands ateliers ne doivent donc pas être considérés comme des entreprises agressives avec à leur tête des sortes de « capitaines d'industrie » soucieux d'inonder le marché de leur production en annihilant la concurrence des plus petits producteurs. Au contraire, on considère alors l'artisanat comme une activité akinduno, sans risque, et c'est pour cela que certains riches Athéniens cherchent à y investir pour diversifier leur patrimoine et éventuellement profiter d'un contexte favorable au développement de certaines activités (on peut interpréter ainsi les fabriques de bouclier de Képhalos et de Pasion d'Athènes). Les propriétaires de ces ateliers le plus souvent ne les fréquentaient d'ailleurs pas, se contentant d'en tirer une revenu fixe grâce au versement soit d'une rente par ceux de leurs esclaves qu'ils avaient chargés de la gestion de ce bien (système de l'apophora), soit d'un loyer versé par un métèque, comme l'affranchi Phormion, qui remettait chaque année 60 mines aux deux fils de Pasion, ce qui permettait à ces derniers de se consacrer à la politique et d'assumer de coûteuses liturgies.
Si l'artisanat est une activité peu risquée, c'est « parce que, dans le monde grec, il suit la demande et ne la précède jamais ». Quelle que soit la taille de ces entreprises artisanales, elles ne produisent que sur demande du client : il n'y a pas ici d'économie de l'offre, on ne produit jamais ou presque jamais sans commande précise. C'est sans doute cela qui explique que les grands ateliers de ce type ne se développèrent que modérément, sans jamais faire disparaître les petits ateliers ni même l'emporter en part de marché : à trop développer ces activités sans prendre garde à la faiblesse de la demande, ces « propriétaires chrématistai », du fait du caractère réduit de la demande potentielle, auraient nécessairement souffert, hors conjoncture particulière (fabrication d'armes dans un contexte de guerre, etc.).

## Artisanat et spécialisation des tâches

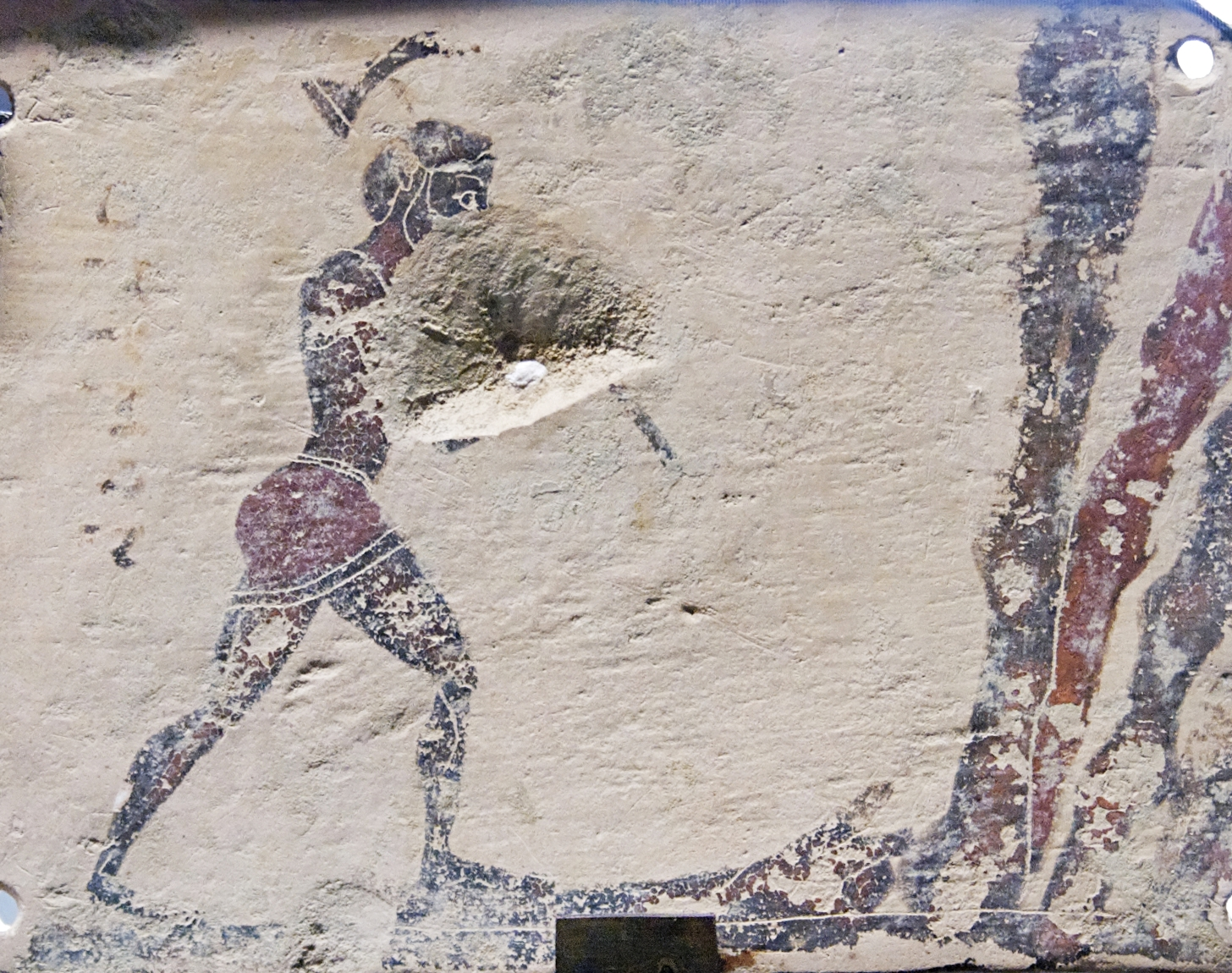
Extraction de l'argile, plaque corinthienne de Penteskouphia, v. 575-550 av. J.-C., musée du Louvre

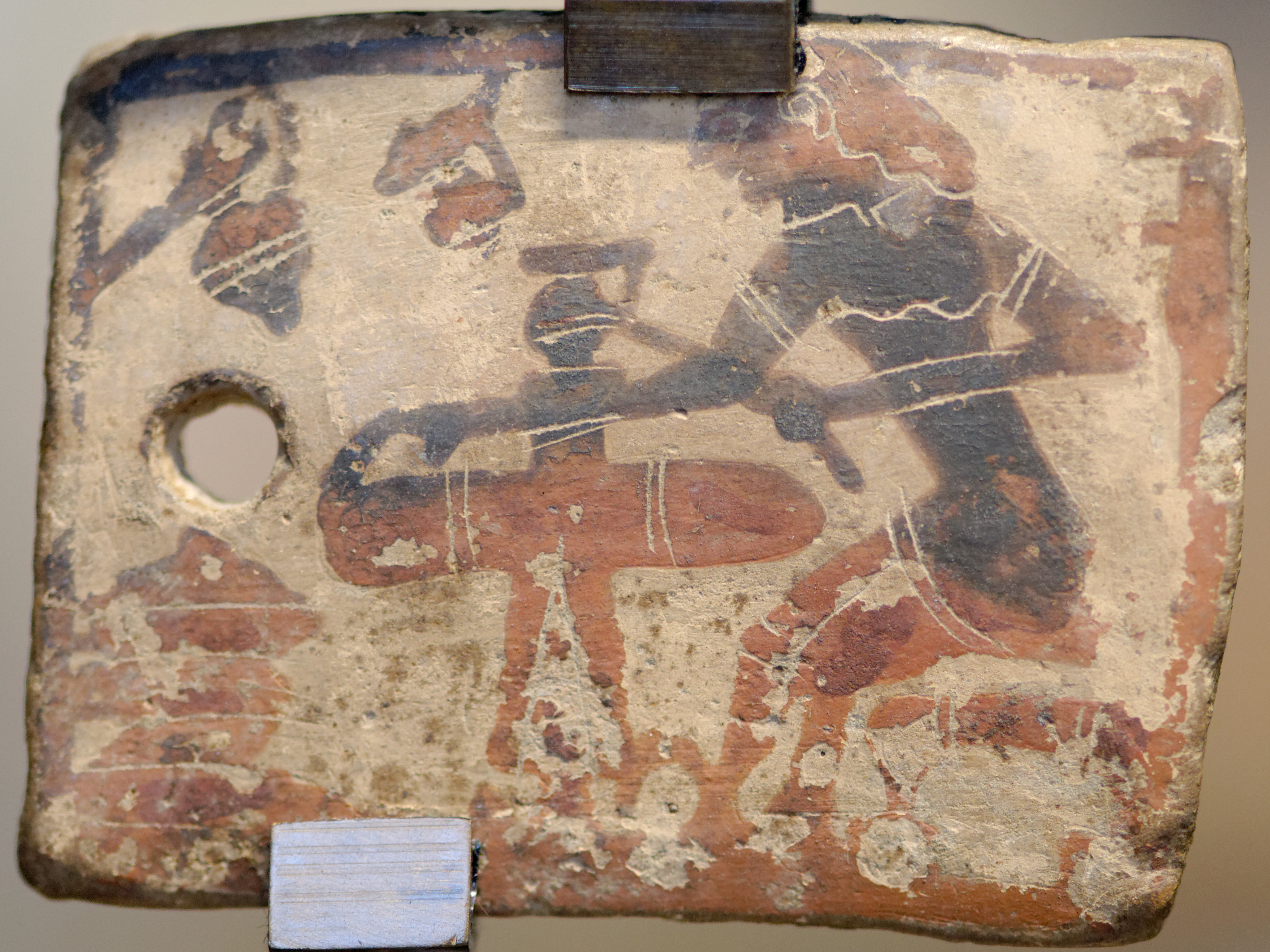
Potier à son tour, plaque corinthienne de Penteskouphia, v. 575-550 av. J.-C., musée du Louvre

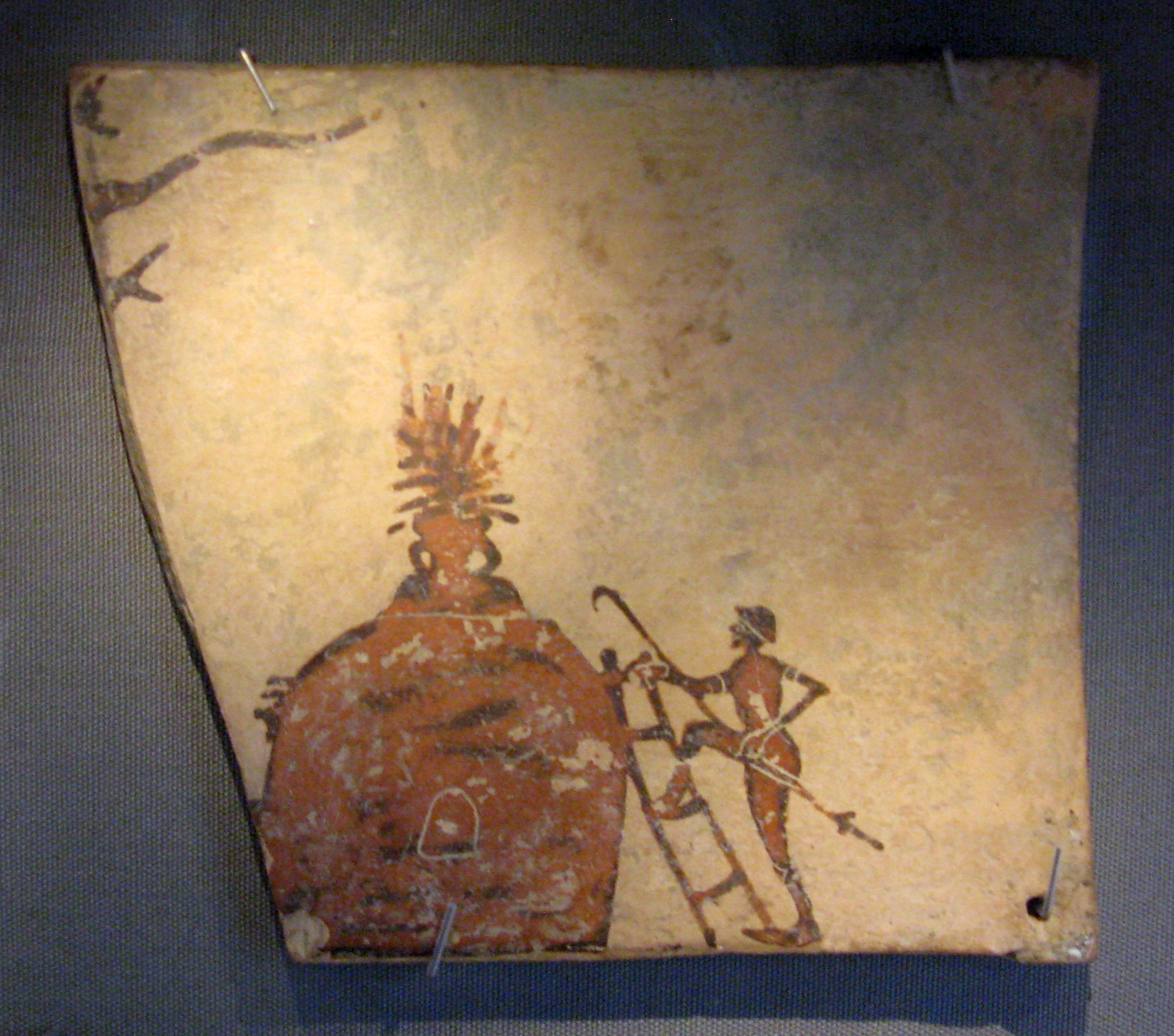
Cuisson des vases, plaque corinthienne de Penteskouphia, v. 575-550 av. J.-C., Antikensammlung Berlin

L'artisanat en Grèce se caractérise par la très grande variété des métiers à en relever. Notamment dans les grandes cités, la grande spécialisation des métiers artisanaux, au moins dans leur dénomination, est frappante. Outre les métiers classiques et généralistes du type cordonnier, boulanger ou  potier, on connaît à Athènes à l'époque classique plus d'une centaine de métiers liés à la fabrication de bien matériels : fabricants de flûtes, de jarres, de couteaux ou de lits par exemple. Il semble donc que la cité grecque antique se caractérise par sa grande spécialisation horizontale : « la grande diversité des métiers correspondait à la grande diversité des besoins », et, dans les plus grandes cités, chacun a tendance à se spécialiser dans la fabrication d'un objet particulier, conformément au programme développé par Socrate lors de son dialogue avec Adimante dans la République de Platon :
« – Faut-il que chacun remplisse sa propre fonction pour toute la communauté, que l'agriculteur, par exemple, assure à lui seul la nourriture de quatre, dépense à faire provision de blé quatre fois plus de temps et de peine, et partage avec les autres, ou bien, ne s'occupant que de lui seul, faut-il qu'il produise le quart de cette nourriture dans le quart de temps, des trois autres quarts emploie l'un à se pourvoir d'habitation, l'autre de vêtements, l'autre de chaussures, et, sans se donner du tracas pour la communauté, fasse lui-même ses propres affaires ?
 
– Peut-être, Socrate, la première manière serait-elle plus commode.
– Par Zeus, ce n'est point étonnant. Tes paroles, en effet, me suggèrent cette réflexion que, tout d'abord, la nature n'a pas fait chacun de nous semblable à chacun, mais différent d'aptitudes, et propre à telle ou telle fonction. Ne le penses-tu pas ? 
– Si.
– Mais quoi ? dans quel cas travaille-t-on mieux, quand on exerce plusieurs métiers ou un seul ? 
– Quand, on n'en exerce qu'un seul. [...] 

– Par conséquent on produit toutes choses en plus grand nombre, mieux et plus facilement, lorsque chacun, selon ses aptitudes et dans le temps convenable, se livre à un seul travail, étant dispensé de tous les autres. »
La spécialisation nécessaire des tâches évoquées ici est horizontale dans la mesure où chacun produit un objet fini particulier, qu'il peut d'ailleurs éventuellement aller jusqu'à commercialiser lui-même. Pour autant, la division verticale du travail n'est pas une réalité absente en Grèce antique : certains historiens considèrent ainsi que les ateliers de lits ou de couteaux dont dispose le père de Démosthène rassemblaient un nombre important de travailleurs chargés chacun d'une tâche différente en vue de la fabrication de l'objet final. Même si cette interprétation peut être contestée, il est indéniable que de nombreux ateliers de production de céramique disposaient à Athènes d'un personnel varié, de l'ordre de six à sept personnes, qui prenaient en charge chacun une étape différente du processus de production : lavage de l'argile, façonnage de l'objet, peinture, cuisson, etc.
Reste que le cas de la céramique athénienne peut-être considéré comme un cas à part : la plupart du temps, la chaîne de production est courte, c'est-à-dire qu'il n'y a que peu d'étapes de transformation entre la matière première et le produit fini. En outre, l'activité artisanale ne nécessitait qu'un outillage limité. Cette faible part du capital, proportionnellement au travail, dans la valeur finale du produit, « ne justifiait donc pas une concentration en un même atelier [...] autour d'un outillage complexe et coûteux » : l'artisanat grec se caractérise plutôt par l'absence de spécialisation verticale du travail.